# ارجان و کهگیلویه
ارجان و کهگیلویه: از فتح عرب تا پایان دورهٔ صفوی (به آلمانی: Die südpersische Provinz Arragan / Kuh-Giluyeh von der arabischen Eroberung bis zur Safawidenzeit) کتابی از هاینتس گاوبه است. این کتاب که در سبک تاریخ‌نگاری نوشته شده‌است، به بررسی آثار تاریخی مناطق ارجان و کهگیلویه می‌پردازد. این کتاب به زبان آلمانی نوشته شده و نخستین بار در سال ۱۹۷۳ میلادی، فرهنگستان علوم اتریش در وین آن را به چاپ رسانده‌است.
این کتاب توسط سعید فرهودی به زبان فارسی ترجمه شده‌است و با تصحیح احمد اقتداری، در سال ۱۳۵۹ خورشیدی توسط انجمن آثار ملی چاپ و منتشر شده‌است. ارجان و کهگیلویه جلد چهارم و آخر از مجموعهٔ چهارجلدی کتاب‌های اقتداری با نام «آثار خوزستان» را تشکیل می‌دهد.